# مایکل اسمیت (بازیکن فوتبال، زاده ۱۹۸۸)
مایکل اسمیت (انگلیسی: Michael Smith؛ زادهٔ ۴ سپتامبر ۱۹۸۸) بازیکن فوتبال اهل بریتانیا است.
از باشگاه‌هایی که در آن بازی کرده است می‌توان به باشگاه فوتبال هارت آف میدلوتیان، باشگاه فوتبال پیتربورو یونایتد، و باشگاه فوتبال بریستول راورز اشاره کرد.
وی همچنین در تیم ملی فوتبال ایرلند شمالی بازی کرده است.